# Notiobiella viridis
Notiobiella viridis is een insect uit de familie van de bruine gaasvliegen (Hemerobiidae), die tot de orde netvleugeligen (Neuroptera) behoort. 
Notiobiella viridis is voor het eerst wetenschappelijk beschreven door Tillyard in 1916.